# Pletodòntids
Els pletodòntids o salamandres apulmonades (Plethodontidae) són una família d'amfibis caudats compost per més de 300 espècies.
La pèrdua evolutiva de l'etapa larvària aquàtica està relacionada amb una dependència cada vegada menor dels hàbitats aquàtics per a la reproducció. L'aixecament d'aquesta limitació va permetre una colonització i diversificació generalitzades dins d'un ampli nombre d'hàbitats terrestres, cosa que és un testimoni de l'elevat èxit i proliferació de Plethodontidae.
Les espècies d'aquesta família són de grandària reduïda; manquen de pulmons i presenten ranures nasolabials amb quimioreceptors. Com que no disposa de pulmons, respiren a través de la pell i els epitelis situats en la cavitat orofaríngia. La fecundació és interna; les femelles presenten una espermateca en la qual emmagatzemen els espermatòfors (estructures gelatinoses que contenen espermatozoides), que diposita el mascle.
Malgrat l'absència de pulmons, algunesespècies poden créixer força grans. L'espècie més gran de salamandres sense pulmons, la Pseudoeurycea bellii pot assolir una longitud de 36 cm.